# 郁久閭皇后
郁久閭皇后（いくきゅうりょこうごう、525年 - 540年）は、西魏の文帝の2人目の皇后。柔然の出身。

## 経歴
柔然の阿那瓌の長女として生まれた。容色は端厳と評され、知恵を持っていた。
大統初年、柔然がたびたび西魏の北辺を侵犯したため、文帝は柔然と盟約を結び、通婚を約束した。西魏の扶風王元孚が彼女を迎える使者として立った。元孚が南面を請うたが、彼女は「わたしは魏主にまみえていないのだから、柔然の娘である。魏の武官が南に向き、わたし自らは東面しよう」と答えた。
538年（大統4年）1月、長安に入った。3月、皇后に立てられた。540年（大統6年）、懐妊し、難産が祟って死去した。享年は16。少陵原に葬られた。551年（大統17年）、永陵に合葬された。悼皇后と諡された。

## 伝記資料
- 『北史』巻13 列伝第1